# 楊士元
楊士元（1545年—1594年），字仁甫，號復宇，直隸蘇州府太倉州人，民籍，明朝政治人物。

## 生平
隆慶四年（1570年）庚午科應天鄉試第七十九名舉人，二十七歲中式隆庆五年（1571年）辛未科會試第三百八十五名，二甲第四十九名進士。吏部觀政，授裕州知州，萬曆二年（1574年）降广东盐课司提举，三年升興國州知州，在任六年，九年（1581年）遷任襄陽府同知。十五年升南京兵部车驾司员外郎，养病。萬曆二十二年卒。

## 家族
曾祖楊錦；祖父楊祥；父楊灼，號一真，監生。母顧氏。具慶下。弟楊士選。